# مایک اسپارکن
مایک اسپارکن (فرانسوی: ‎Mike Sparken‎‎؛ زادهٔ ۱۶ ژوئن ۱۹۳۰ در نوی-سور-سن، درگذشتهٔ ۲۱ سپتامبر ۲۰۱۲) رانندهٔ مسابقات اتومبیل‌رانی اهل فرانسه بود که در فصل ۱۹۵۵ در مجموع در یک گراند پری از مسابقات جهانی فرمول یک شرکت کرد، اما موفق به کسب هیچ امتیازی نشد.
اسپارکن در ۲۱ سپتامبر ۲۰۱۲ درگذشت.